# Асплунд, Карл
Карл Асплунд (швед. Karl Asplund; 27 апреля 1890, провинция Сёдерманланд, Свеаланд, Швеция — 3 апреля 1978, Стокгольм) — шведский поэт, прозаик, искусствовед, переводчик, историк искусства, журналист. Доктор философии. Лауреат премии Доблуга (1955).

## Биография
Сын торговца. С 1908 года изучал историю искусств в Уппсальском университете, в 1911 году получил степень бакалавра искусств.
Дебютировал в литературе в 1912 году, когда была опубликована его первая работа «Studentrum» — сборник рассказов. В 1913 году последовала книга «Världsliga visor dikter».  С 1913 года изучал философию в Стокгольмском университете, где в 1915 году получил докторскую степень .
С 1914 по 1921 года работал  искусствоведом в газете «Dagens Nyheter», затем с 1922 по 1934 год в «Svenska Dagbladet». С 1922 года был активным членом шведского писательского объединения «Шведский ПЕН-клуб» .
Похоронен на Северном кладбище Стокгольма.

## Избранные произведения

### Поэзия
- Gli eroi (Hjältarna, 1919);
- La boa sonora (Klockbojen, 1925);
- Le ombre (Skuggorna, 1929).

### Проза
- Lontano da casa si sta bene ... ma (Borta bra ... , 1932);
- I posti delle fragole della vita (Livets smultronställen, 1945);
- Zeffiro e scirocco (Zephyr och sunnan, 1964).

### История искусств
- Anders Zorn (1920-1921);
- Egron Lundgren (1914-1915);
- Ivar Arosenius (1928);
- Nils Dardel (1933);
- Carl Eldh (1943).

### Переводы
- Längtans land (The land of heart's desire) (William Butler Yeats, 1924);
- Systrarna Rondoli (Les Sœurs Rondoli) (Guy de Maupassant, 1927);
- Barnets lustgård: dikter (A child's garden of verses) (Robert Louis Stevenson, 1967).